# Sébastien Erms
Sébastien Erms est le pseudonyme utilisé par le cinéaste Éric Rohmer et la monteuse Mary Stephen pour signer la musique de plusieurs films d'Éric Rohmer.
Le prénom Sébastien fut choisi en hommage à Johann Sebastian Bach. Le nom "Erms" résulte de la réunion des initiales d'Éric Rohmer et de Mary Stephen.

## Filmographie
- 1992 : Conte d'hiver
- 1993 : L'Arbre, le maire et la médiathèque
- 1995 : Les Rendez-vous de Paris
- 1996 : Conte d'été